# Чивано (Комо)
Чивано је насеље у Италији у округу Комо, региону Ломбардија.
Према процени из 2011. у насељу је живело 15 становника. Насеље се налази на надморској висини од 527 м.